# Campeonato Europeo de Pentatlón Moderno de 2008
El XVII Campeonato Europeo de Pentatlón Moderno se celebró en Moscú (Rusia) entre el 14 y el 20 de julio de 2008. Fue organizado por la Unión Internacional de Pentatlón Modermo (UIPM) y la Federación Rusa de Pentatlón Moderno.
Las competiciones se realizaron en las instalaciones de la Escuela Superior Experimental de Deportes Moskvich (ЭШВСМ Москвич) de la capital rusa.

## Países participantes
Participaron en total 114 pentatletas (67 hombres y 47 mujeres) de 20 federaciones nacionales europeas afiliadas a la UIPM.
| - Alemania (4/-) - Austria (1/-) - Bielorrusia (4/4) - Dinamarca (1/1) - España (2/-) | - Francia (2/1) - Georgia (3/-) - Grecia (3/4) - Hungría (4/4) - Italia (2/2) | - Letonia (4/1) - Lituania (4/4) - Moldavia (1/-) - Polonia (5/5) - Reino Unido (3/5) | - República Checa (7/5) - Rusia (6/5) - Suiza (1/1) - Turquía (4/4) - Ucrania (6/1) |

## Masculino

### Individual
| Puesto | Atleta          | País    | TIR  | ESG | NAT  | HÍP  | CAR  | Total |
| ------ | --------------- | ------- | ---- | --- | ---- | ---- | ---- | ----- |
| Oro    | Andrei Moiseyev | Rusia   | 1012 | 928 | 1360 | 1144 | 1092 | 5536  |
| Plata  | Ilia Frolov     | Rusia   | 1204 | 856 | 1356 | 1024 | 1096 | 5536  |
| Bronce | Róbert Kasza    | Hungría | 1108 | 880 | 1364 | 1116 | 1040 | 5508  |

### Equipos
| Puesto | País            | TIR  | ESG  | NAT  | HÍP  | CAR  | Total  |
| ------ | --------------- | ---- | ---- | ---- | ---- | ---- | ------ |
| Oro    | Rusia           | 3288 | 2688 | 4016 | 3092 | 3240 | 16.324 |
| Plata  | Hungría         | 3264 | 2544 | 4056 | 3236 | 3176 | 16.276 |
| Bronce | República Checa | 3312 | 2544 | 4000 | 3156 | 3076 | 16.088 |

### Por relevos
| Puesto | Atletas                                                     | País     | TIR  | ESG | NAT  | HÍP  | CAR  | Total |
| ------ | ----------------------------------------------------------- | -------- | ---- | --- | ---- | ---- | ---- | ----- |
| Oro    | Rustem Sabirkhuzin Sergei Kariakin Maxim Sherstiuk          | Rusia    | 1120 | 844 | 1356 | 1036 | 1060 | 5416  |
| Plata  | Andrejus Zadneprovskis Edvinas Krungolcas Justinas Kinderis | Lituania | 1000 | 904 | 1324 | 1036 | 1124 | 5388  |
| Bronce | Ádám Marosi Péter Tibolya Róbert Kasza                      | Hungría  | 1108 | 748 | 1340 | 1024 | 1132 | 5352  |

## Femenino

### Individual
| Puesto | Atleta               | País        | TIR  | ESG | NAT  | HÍP  | CAR  | Total |
| ------ | -------------------- | ----------- | ---- | --- | ---- | ---- | ---- | ----- |
| Oro    | Viktoria Tereshuk    | Ucrania     | 1012 | 856 | 1360 | 1172 | 1336 | 5736  |
| Plata  | Laura Asadauskaitė   | Lituania    | 1036 | 976 | 1228 | 1172 | 1240 | 5652  |
| Bronce | Anastasia Samusevich | Bielorrusia | 1228 | 880 | 1172 | 1112 | 1248 | 5640  |

### Equipos
| Puesto | País        | TIR  | ESG  | NAT  | HÍP  | CAR  | Total  |
| ------ | ----------- | ---- | ---- | ---- | ---- | ---- | ------ |
| Oro    | Lituania    | 2976 | 2592 | 3804 | 3544 | 3572 | 16.488 |
| Plata  | Bielorrusia | 3432 | 2664 | 3556 | 3344 | 3432 | 16.428 |
| Bronce | Rusia       | 3084 | 2832 | 3868 | 3496 | 3132 | 16.412 |

### Por relevos
| Puesto | Atletas                                                    | País     | TIR  | ESG  | NAT  | HÍP  | CAR  | Total |
| ------ | ---------------------------------------------------------- | -------- | ---- | ---- | ---- | ---- | ---- | ----- |
| Oro    | Laura Asadauskaitė Donata Rimsaitė Yuliya Kolegova         | Lituania | 1048 | 916  | 1240 | 944  | 1100 | 5248  |
| Plata  | Zsuzsanna Vörös Leila Gyenesei Vivien Máthé                | Hungría  | 1084 | 796  | 1352 | 1074 | 916  | 5222  |
| Bronce | Tatiana Muratova Evdokia Grechishnikova Polina Strushtkova | Rusia    | 928  | 1012 | 1292 | 986  | 952  | 5170  |

## Medallero
| Núm. | País            | Oro | Plata | Bronce | Total |
| ---- | --------------- | --- | ----- | ------ | ----- |
| 1    | Rusia           | 3   | 1     | 2      | 6     |
| 2    | Lituania        | 2   | 2     | 0      | 4     |
| 3    | Ucrania         | 1   | 0     | 0      | 1     |
| 4    | Hungría         | 0   | 2     | 2      | 4     |
| 5    | Bielorrusia     | 0   | 1     | 1      | 2     |
| 6    | República Checa | 0   | 0     | 1      | 1     |
|      | TOTAL           | 6   | 6     | 6      | 18    |